# Ferik (Armenia)
Ferik (in armeno Ֆերիկ?) è un comune dell'Armenia di 312 abitanti (2008) della provincia di Armavir.